# Bektásik
A bektásik vagy bektasi rend (albán: Urdhri Bektashi) egy iszlám szúfi taríka, misztikus rend, amely a 13. századi Anatóliában keletkezett, és az Oszmán Birodalomban terjedt el. 
Nevét Hadzsi Bektas Veliről kapta, akit az alapítójának tekintenek és aki Yunus Emre és Dzsalál ad-Dín Rúmí kortársa volt. A bektásik feladata az Oszmán Birodalomban a janicsárok szellemi-katonai nevelése és a hittérítés volt.
A bektásik irányzata toleráns volt a keresztényekkel szemben, sőt kölcsönvették a kereszténység néhány elemét is. Térítő tevékenységük során engedtek a vallási előírások, az imádkozási és böjti rítusok szigorából, nem tiltották a bor fogyasztását sem.
A bektásik közé tartozott Gül Baba is, akinek a sírboltját a budapesti Rózsadombon találjuk, ahol egykor tekkéje is állt. A másik egykori magyarországi bektási tekke romjai Pécs Tettye városrészében állnak.

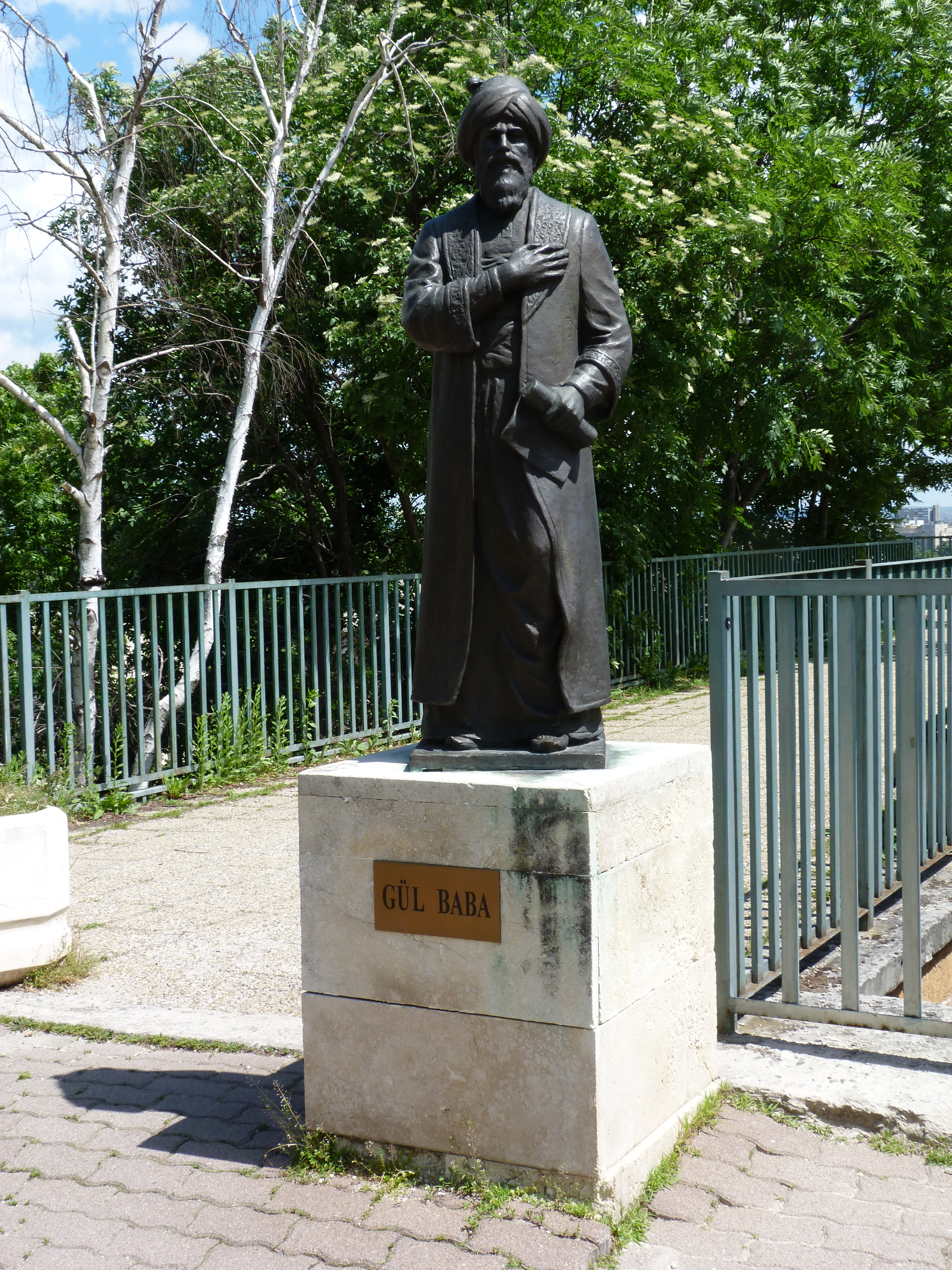
Gül Baba bektási dervis szobra türbéjénél Budapesten

Idővel vesztettek erejükből, az alevitákhoz közeledtek.

## Albániában
Manapság Albániában és a nyugati albán közösségekben él tovább a hagyományuk. Tiranában van a központjuk is.
Albániában a 2023-as népszámlálás alapján a muszlim lakosság 9%-át és az ország lakosságának 5%-át adják.